# Río Angoustrine
El Angoustrine (catalán: Angostrina) es un río situado en el sur de Francia transfronterizo con España. 
Nace en los Pirineos, en el departamento francés de Pirineos Orientales en la ladera sur del pico Carlit, atraviesa las comunas de Angoustrine-Villeneuve-des-Escaldes y Ur, donde tras juntarse con el Brangolí forman el Reur. Tras pasar entre las localidades de Puigcerdá y Bourg-Madame, desemboca en el río Segre tras atravesar 3 kilómetros de la Cerdaña.